# Jean-Pascal Labille

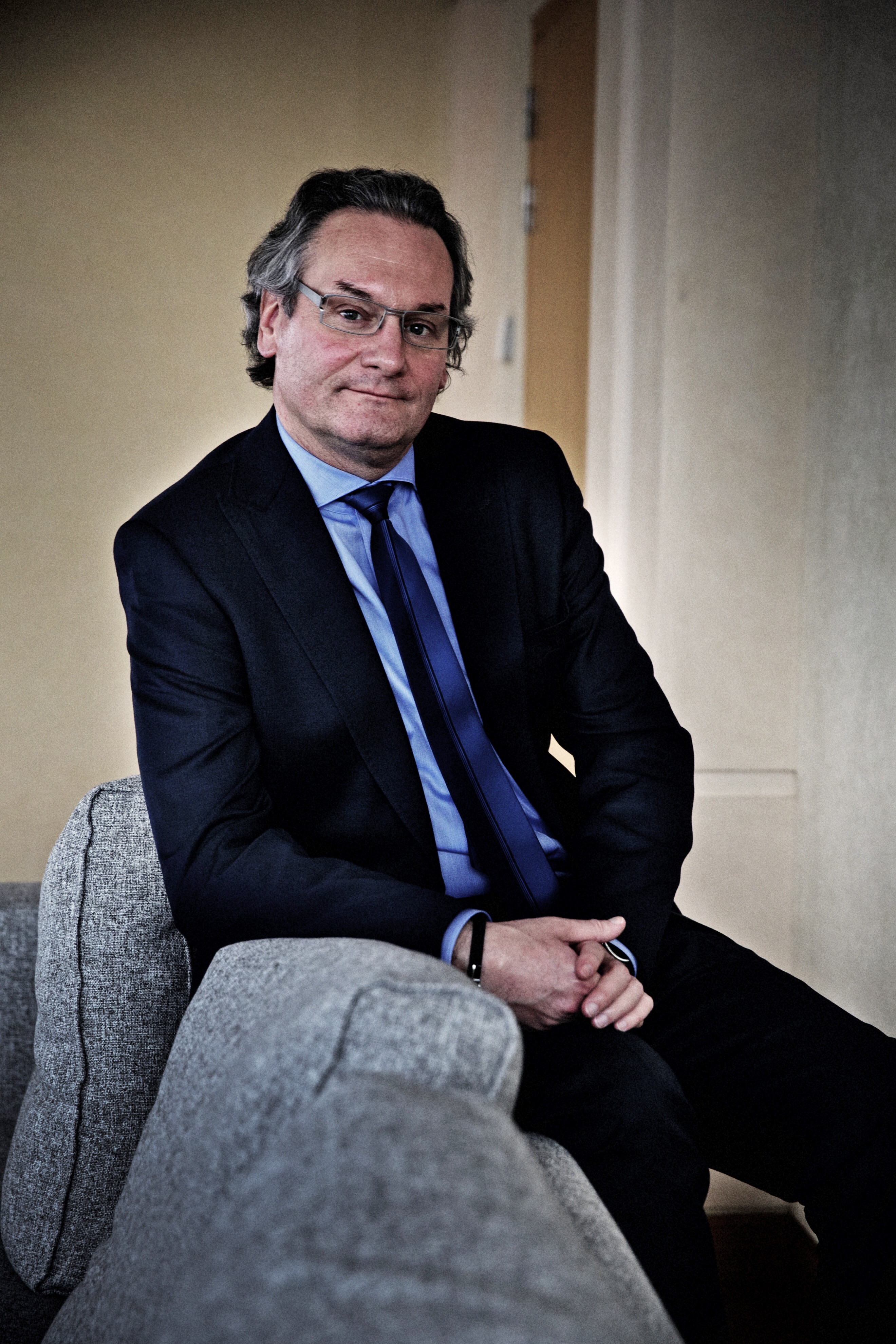
Jean-Pascal Labille

Jean-Pascal Labille (* 23. Februar 1961 in Villers-Semeuse, Frankreich) ist ein belgischer Politiker der Parti Socialiste (PS). Nach verschiedenen Mandaten in öffentlichen Einrichtungen übernahm Labille von 2013 bis 2014 das Amt des föderalen Ministers für öffentliche Unternehmen und Entwicklungszusammenarbeit in der Regierung Di Rupo.

## Leben
Labille ist studierter Vertriebsingenieur (Hautes Etudes Commerciales (HEC) an der Universität Lüttich (ULg), 1985) und arbeitete zunächst als Betriebsrevisor in der Firma von Michel Daerden (PS). Ab 1996 unterrichtete er an der HEC-Universität Lüttich, bevor er 2001 Direktor der Föderation Sozialistischer Krankenkassen von Lüttich (heute Solidaris) wurde. 2008 übernahm er den Vorsitz der Nationalen Vereinigung Sozialistischer Krankenkassen und übte gleichzeitige mehrere andere Mandate in öffentlichen oder halb-öffentlichen Einrichtungen aus (RTBF, Universitätsklinikum (CHU) Lüttich, Wallonische Investitionsgesellschaft (SRIW), P&V Versicherungen, ...).
Am 17. Januar 2013 folgte er Paul Magnette (PS), der den Vorsitz den Partei übernahm, als föderaler Minister für öffentliche Unternehmen und Entwicklungszusammenarbeit in der Regierung unter Premierminister Elio Di Rupo (PS).